# Feldhockey-Afrikameisterschaft der Damen 2005
Die Feldhockey-Afrikameisterschaft der Damen 2005 war die vierte Austragung der Kontinentalmeisterschaft und fand vom 2. bis zum 8. Oktober 2005 in Pretoria (Südafrika) zeitgleich mit der Afrikameisterschaft der Herren statt. Das Turnier mit vier teilnehmenden Mannschaften gewann Gastgeber Südafrika vor Ghana, Namibia und Nigeria.
Durch den Erfolg qualifizierte sich Südafrika für die Weltmeisterschaft 2006.

## Ergebnisse
Die Hauptrunde der Afrikameisterschaft fand als einfaches Rundenturnier (Jeder gegen Jeden) statt.
| Pl. | Land      | Sp. | S | U | N | Tore    | Diff. | Punkte |
| --- | --------- | --- | - | - | - | ------- | ----- | ------ |
| 1.  | Südafrika | 3   | 3 | 0 | 0 | 027:100 | +26   | 09     |
| 2.  | Ghana     | 3   | 0 | 2 | 1 | 002:600 | −4    | 02     |
| 3.  | Namibia   | 3   | 0 | 2 | 1 | 001:100 | −9    | 02     |
| 4.  | Nigeria   | 3   | 0 | 2 | 1 | 002:150 | −13   | 02     |

|           | Sudafrika | Ghana | Namibia | Nigeria |
| --------- | --------- | ----- | ------- | ------- |
| Sudafrika | —         | 5:1   | 9:0     | 13:0    |
| Ghana     |           | —     | 0:0     | 01:1    |
| Namibia   |           |       | —       | 01:1    |
| Nigeria   |           |       |         | —       |

Die Platzierungsspiele wurden am 8. Oktober 2005 ausgetragen.

|  | Finale |           |   |
|  |        |           |   |
|  |        |           |   |
|  | 1      | Südafrika | 6 |
|  | 2      | Ghana     | 1 |

|  | Spiel um Platz 3 |         |   |
|  |                  |         |   |
|  |                  |         |   |
|  | 3                | Namibia | 2 |
|  | 4                | Nigeria | 1 |